# Хан Нуньєн Сінгх
Хан Нуньєн Сінгх — вигаданий персонаж науково-фантастичної франшизи «Зоряний шлях», який вперше з'явився як головний антагоніст в епізоді «Космічне сім'я» (1967) серіалу «Зоряний шлях: Оригінальний телесеріал», його роль зіграв Рікардо Монтальбан, який втілив його повторно у фільмі 1982 року Зоряний шлях 2: Гнів Хана. У фільмі 2013 року «Стартрек: Відплата» його роль зіграв Бенедикт Камбербетч.
Під час євгенічних війн 1990-х років Хан контролював більше чверті Землі. Після того, як у 2267 році екіпаж корабля «USS Ентерпрайз (NCC-1701)» відновив його після анабіозу, Хан намагається захопити корабель, але йому перешкоджає Джеймс Т. Кірк. Хан засланий на Альфа Кита-V, де він має шанс створити нове суспільство. У «Star Trek II: The Wrath of Khan», дія якого відбувається через п'ятнадцять років після «Space Seed», Хан утікає з вигнання та збирається помститися Кірку.
У фільмі «Зоряний шлях», дія якого відбувається в альтернативній послідовності, встановленій у фільмі «Зоряний шлях» (2009), Хан прокидається майже за десять років до подій «Космічного насіння». Хан отримує фальшиве ім'я Джона Гаррісона, і адмірал Маркус змушує його створювати зброю для Відділу 31 та Зоряного флоту в обмін на життя екіпажу Хана. Зрештою він бунтує і вступає у конфлікт з екіпажем «Ентерпрайза».

## Поява
Хан з'являється в епізоді оригінального серіалу «Космічне сім'я», вперше показаному 16 лютого 1967 року. Згідно з передісторією до епізоду, Хан був одним із генетично вдосконалених надлюдей, створених вільними від звичайних людських розумових і фізичних обмежень та відсторонених від влади після Євгенічних воєн у 1990-х роках. Хан був найбільш успішним завойовником, який контролював чверть поверхні Землі від Середньої Азії по Близький Схід з 1992 до 1996 року до свого повалення. Хоча більшість надлюдей були вбиті або страчені, Хан з 84 (12 померли, 72 вижили) суперлюдьми втекли із Землі на космічному кораблі «SS Botany Bay». У 2267 році вони вийшли зі стану анабіозу, коли їх знайшла команда «Ентерпрайза».
Через несправність анабіозної кабіни Хана його транспортують на «Ентерпрайз», де він прокидається і розуміє, що знаходиться у XXIII столітті. Поки «SS Botany Bay» буксирують на базу Зоряного флоту, Хан зачаровує історика корабля Марлу Макгіверс (Медлін Ру) і, використовуючи доступ до технічної документації судна, вивчає, як взяти управління зорельотом на себе. Макгіверс погоджується допомогти Хану зі звільненням інших суперлюдей, дозволяючи йому організувати заколот. Хан поміщає капітана Кірка в декомпресійну камеру і погрожує вбити його, якщо команда «Ентерпрайза» відмовиться підкоритися. Макгіверс відчуває провину та звільняє свого капітана. Люди Хана присипляються нервово-паралітичним газом, самому Сінгху вдається вислизнути, і він намагається знищити «Ентерпрайз», проте Кірк (Вільям Шетнер) знешкоджує його. Після цього капітан «Ентерпрайза» відправляє Хана та його поплічників на ще неколонізовану планету Альфа Кита-V. Макгіверс також слідує за Ханом.
Хан повертається як антагоніст у художньому фільмі 1982 року «Зоряний шлях 2: Гнів Хана». Капітан Кларк Террелл (Пол Вінфілд) і перший офіцер Павло Чехов (Вальтер Кеніг) на «USS Reliant» шукають безлюдний світ, щоб випробувати пристрій «Genesis», потужний засіб для тераформування. Вони спрямовуються на те, що, на їхню думку, є Альфа Кита-VI. Хан і його люди захоплюють їх, і Сінгх пояснює, що безплідний світ насправді не є Альфа Кита-V. Цей світ вибухнув через шість місяців після того, як він і його люди були висаджені. Катаклізм зробив Ceti Alpha-V майже непридатним для життя. Двадцять із тих, хто вижив, у тому числі МакГіверс, з якою Хан одружився, були згодом убиті єдиною твариною, що вижила, цетіським вугром. Клянучись помститися Кірку, тепер адміралу, за те, що він покинув їх помирати, Хан заражає Террелла і Чехова молодими кетійськими вуграми; істоти проникають у їхні мізки, роблячи їх вразливими для навіювання. Тоді Хан захоплює контроль над «Реліантом», маючи намір овлодіти пристроєм «Genesis». Хан заманює «Ентерпрайз» на космічну станцію «Регула-I», і починає несподівану атаку, яка виводить з ладу корабель Кірка. Кірк обманює Хана, використовуючи спеціальний код, щоб дистанційно опустити щити «Реліанта», дозволяючи «Ентерпрайзу» завдати значної шкоди нападникам. Хан змушений відбути, щоб зробити ремонт. Використовуючи керованих розумом Террелла та Чекова як шпигунів, Хан захоплює пристрій «Генезис» і залишає Кірка на Регулі-I. Спок обманює Хана, вважаючи, що «Ентерпрайз» покалічений, дивуючи Сінгха, коли «Ентерпрайз» рятує Кірка та тікає до сусідньої туманності Мутара. Вирішивши слідувати за Кірком, Хан пілотує «Реліант» в туманність, де екрани та датчики не працюють. Через недосвідченість Хана з тривимірним космічним боєм «Ентерпрайз» перемагає «Реліанта», і Сінгх зазнає смертельного поранення. Відмовляючись визнати поразку, Хан активує пристрій «Genesis», маючи намір убити свого ворога разом із собою. Хан цитує слова Ахава про помсту Мобі Діка перед смертю.
Він знову з'являється у фільмі 2013 року «Стартрек: Відплата», дія якого відбувається в альтернативній часовій шкалі, встановленій у фільмі «Зоряний шлях» (2009). Хоча передісторія персонажа залишається незмінною, Хана відродив адмірал Зоряного флоту Олександр Маркус, а не екіпаж «Ентерпрайза». Маркус передбачає війну з клінгонами та змушує Хана розробити військові кораблі та зброю для Зоряного флоту під видуманим іменем Джона Гаррісона, тримаючи в заручниках товаришів Хана. Ці розробки включають передові торпеди великої дальності та військовий корабель «USS Vengeance» («Помста»). Хан здійснює напад на зустріч високого рівня представників Зоряного флоту, де адмірал Крістофер Пайк був убитий перед тим, як вирушити до Клінгонського рідного світу Ко'нос. Маркус озброює «Ентерпрайз» 72 сучасними торпедами та відправляє Кірка й екіпаж до Ко'носа з наказом убити Хана. Кірк суперечить його наказам і намагається схопити Сінгха живим. Дізнавшись про кількість торпед на борту «Ентерпрайза», Хан здається, розкриває свою особу, присутність своїх послідовників усередині торпед і причини своїх атак. Коли Маркус прибуває на борт «Помсти» і атакує «Ентерпрайз», Кірк та Хан працюють разом, щоб взяти під контроль командирський місток «Vengeance». Отримавши контроль над «Vengeance», Хан вбиває Маркуса і вимагає, щоб Спок повернув свою команду. Спок, знявши людей Хана з торпед, опускає щити «Ентерпрайза» і дозволяє Хану направити боєголовки активованої зброї на борт «Помсти». Перш ніж Хан зможе атакувати «Ентерпрайз», Спок дистанційно підриває торпеди, які завдають шкоди «Помсті». Хан розбиває «Vengeance» над Сан-Франциско, намагаючись знищити штаб-квартиру Зоряного флоту та втікає, але його переслідують і схоплюють Спок й Угура. Хан разом зі своєю командою повертається в стан кріогенного сну.

## Романи та комікси
Хан зображувався в різних романах і коміксах. Як і всі нетелевізійні та нефільмові матеріали «Star Trek», публікації виходять за межі канону Star Trek.
Письменник Грег Кокс написав три романи циклу «Зоряного шляху» за участю Хана, опубліковані видавництвом «Pocket Books». У двотомній книзі «Євгенічні війни: Злет і падіння Хана Нуньєна Сінгха» Хан зображений як північний індієць з родини сикхів. «Хан» — титул; його прийомні батьки з Чандігарха, і обидва є вченими-євгеніками. Наприкінці другого роману Гарі Севен поміщає Хана та його послідовників на борт «Botany Bay» в рамках угоди, щоб зупинити махінації Сінгха на Землі. Продовження 2005 року «Царювати в пеклі: вигнання Хана Нуньєн Сінгха», розповідає про те, що сталося з Ханом та його товаришами-вигнанцями між подіями «Космічного насіння» та «Гніву Хана». Інша версія вигнання Хана на Ceti Alpha-V зображена в міні-серіалі коміксів «IDW Publishing» 2010 року «Khan: Ruling in Hell».
З 2013 по 2014 рік «IDW» публікував п'ятисерійну серію коміксів, що розповідають про втілення Хана у Темряві. У першому випуску серії визнається невідповідність зовнішнього вигляду Хана порівняно з попереднім втіленням. Відповідно до передісторії головної хронології, зображено початок Хана, прихід до влади та участь у Євгенічній війні. Також відомо, що його ім'я при народженні було Нуньєн Сінгх і він прийняв титул «Хан» через захоплення Чингісханом. Далі в серії згадується, що анатомія та спогади Хана були змінені за наказом Маркуса, щоб Сінгх спочатку вважав себе вигаданим Гаррісоном.

## Аналіз
Хана порівнюють із концепцією Фрідріха Ніцше «Übermensch». Хан розумово і фізично перевершує будь-яку нормальну людину. В епізоді «Зоряного шляху: Ентерпрайз» «Прикордоння» Малік, лідер групи «суперменів», створеної з того самого проєкту генної інженерії, що й Хан, цитує Ніцше, кажучи Арчеру: «Людство — це те, що треба перевершити». Професор Вільям Дж. Девлін і співавтор Шай Бідерман досліджували характер Хана в порівнянні з надлюдьми і виявили, що сліпа гонитва Хана за помстою суперечить ідеалам Ніцше про трансцендентність і самостворення осмисленого життя. Натомість автори оцінюють «Гнів Хана» як кращий приклад налдюдей.

## Сприйняття та спадщина
Гра Монтальбана в ролі Хана була схвально прийнята критиками. Обговорюючи фільми «Зоряний шлях», агентство «Ассошіейтед Прес» зазначило, що його серії оцінювалися за тим, наскільки загрозливим був їхній ворог, і що Хан був одним із найкращих у серіалі. Огляд фільмів «Зоряний шлях» 2002 року назвав Хана найбільшим ворогом у будь-якому з фільмів. Рецензенти «Гніву Хана», такі як Роджер Еберт, оцінили його постать як одну з найсильніших сторін фільму. Критик «Нью-Йоркера» Полін Кейл сказала, що виступ Монтальбана «був єдиним підтвердженням його здатності керувати великим екраном».
Критик Крістофер Нулл зазначав: «тепер серед треккерів майже канонічним є те, що „Зоряний шлях 2: Гнів Хана“ беззаперечно найкращий у серіалі, і, ймовірно, ніколи не зустріне собі рівних», та називає Хана «найвидатнішою роллю Монтальбана». Хоча він вважав, що лиходій у фільмі «Зоряний шлях: Кінофільм» був більш розумним і цікавим, автор Джеймс Якчіно зазначає, що більшість шанувальників та кіноглядачів віддають перевагу архетиповій боротьбі добра проти зла, ніж боротьбі між Ханом та Кірком. Лиходіїв у наступних фільмах «Зоряний шлях» оцінювали за стандартом Хана, і «Paramount» обіцяв шанувальникам, що лиходій в «Зоряний шлях: Покоління» був би рівним генетичному супермену. «IGN» назвав Хана найкращим лиходієм «Зоряного шляху», зазначивши, що він встановив шаблон для зловмисників, які прагнуть помсти в серіалі; за десятиліття, що минули після виходу фільму, «навіть ті, хто побіжно цікавиться (Треком), знають як його звати». Продюсер «Зоряного шляху» Річард Берман назвав лиходія «загрозливим і незабутнім».
Хан також визнаний великим лиходієм за межами серіалу «Зоряний шлях»."Ассошіейтед Прес" назвало персонажа «одним із великих лиходіїв наукової фантастики». У 2002 році 132 члени Товариства онлайн-кінокритиків визнали Хана 10-м найбільшим екранним лиходієм усіх часів, єдиним персонажем Зоряного шляху, який з'явився в списку. У 2006 році журнал «Еммі» проголосив Хана за «найнезвичайнішого телевізійного персонажа», випередивши інших персонажів наукової фантастики, таких як Доктор і Командор Адама. Редакція написала, що «Хан був такий крутий, що ми купили б „Chrysler Cordoba“ якби він сказав нам зробити це», натякаючи на рекламну кампанію Монтальбана для «Chrysler». Персонаж також мав культурний вплив за межами фанатів «Зоряного шляху». Кліп із фільму «Гнів Хана», де Кірк кричить «Кааан!» був одним із присвоєнь популярної культури, який став «популярною примхою», що сприяло успіху вебсайту «YTMND».
У 2004 році франшиза «Зоряний шлях» повернулася до передісторії Хана в лінії історії з трьох епізодів у «Зоряному шляху: Ентерпрайз». У "Прикордонні, «Холодній станції-12» та «Збільшенні» вчений 22-го століття зображений як той, хто відродив генетично модифіковані ембріони часів Хана та виростив їх як «аугменти». Продюсер «Enterprise» Менні Кото описав цих персонажів як «міні Хана Нуньєна Сінгха».
Гра Бенедикта Камбербетча у фільмі «Зоряний шлях: Відплата» викликала похвалу критиків, а Пітер Треверс з журналу «Rolling Stone» назвав її «демонструванням сили, з якою треба рахуватися», а його персонаж — «лиходієм на віки». Джо Ноймаєр з «Нью-Йорк Дейлі Ньюз» написав, що Камбербетч створив «одного з найкращих лиходіїв у блокбастерах за останній час». Джонатан Ромні з «Індепендент» окремо відзначив голос Камбербетча, сказавши, що він «настільки гробовий та резонансний, що його можна було синтезувати із комбінованих тембрів Ієна Мак-Келлена, Патріка Стюарта та Алана Рікмана. Ніби Камбербетч проводить змагання з красномовства в колодязі.» «Нью-Йорк таймс» похвалила його присутність на екрані, зазначивши: «Він поєднує байронівську харизму з нетерплячим, владним інтелектом, який, здається, підвищує IQ навколишнього середовища, коли він на екрані.» Крістіан Блаувельт з вебсайту «Hollywood.com» розкритикував кастинг Хана у фільмі «Зоряний шлях: Помста» як «відбілений у забутті». Актор «Зоряного шляху: Вояджер» Гаррет Вонг написав у «Твіттері»: «Вибір Камбербетча був помилкою з боку продюсерів. Я не критикую актора чи його талант, я критикую лише кастинг».
У 2016 році «Screen Rant» оцінив Хана як 6-го найкращого персонажа «Зоряного шляху в цілому».